# Estadio 25 de Noviembre
Das Estadio 25 de Noviembre (deutsch Stadion des 25. November) ist ein Fußballstadion in der peruanischen Stadt Moquegua. Es wird vom Fußballverein San Simón de Moquegua als Heimspielstätte genutzt. Die Anlage wurde 2009 eröffnet und bietet 21.000 Zuschauern Platz. Die Spielstätte war einer der Austragungsorte der U-20-Fußball-Südamerikameisterschaft 2011.

## Galerie

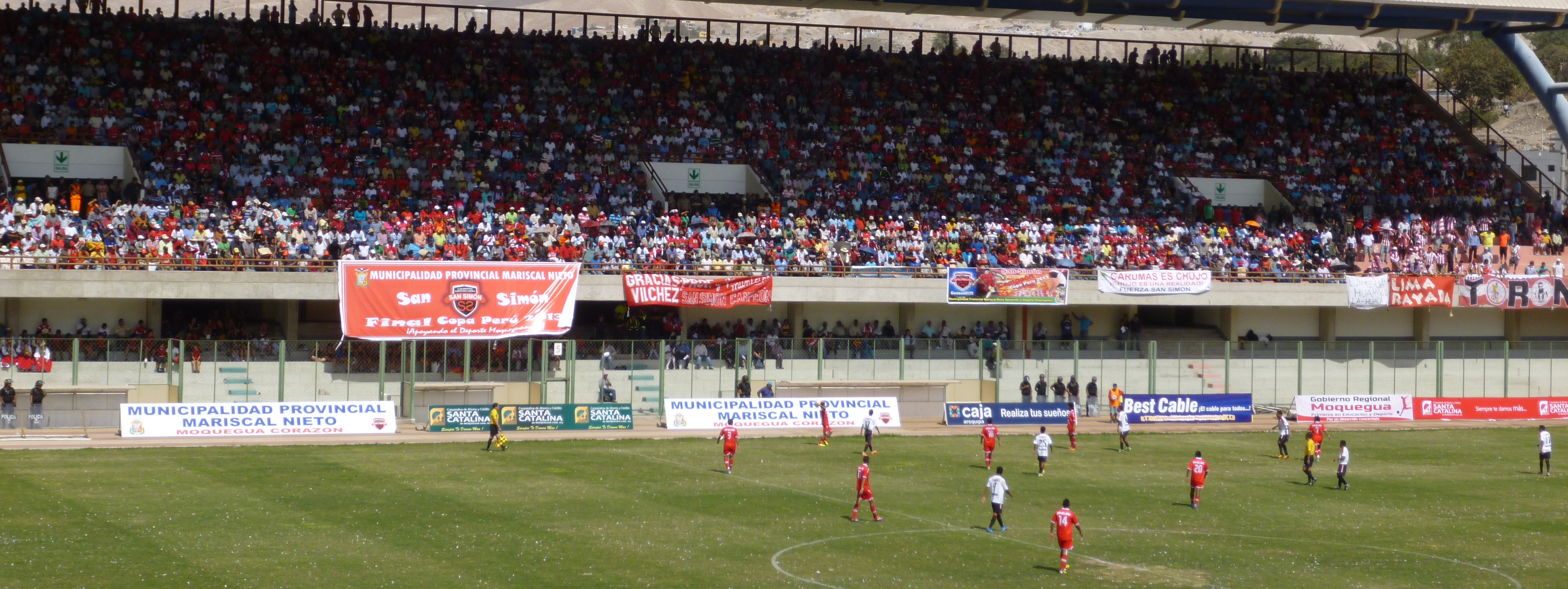
Das Stadion während des Finals der Copa Perú 2013
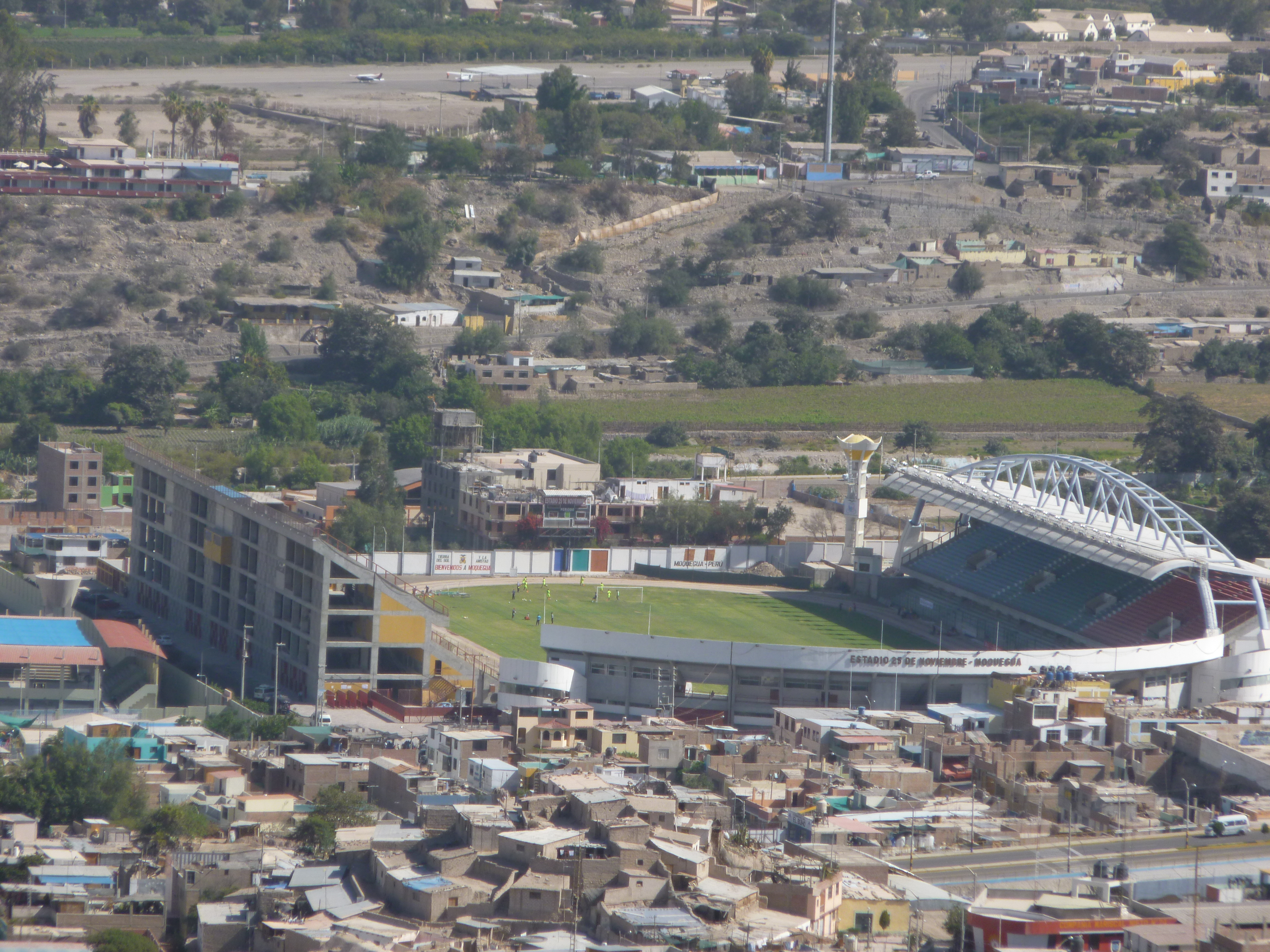
Das Estadio 25 de Noviembre im Februar 2014